# Borden Classic 1984
Borden Classic 1984  — жіночий тенісний турнір, що проходив на відкритих кортах з твердим покриттям у Токіо (Японія). Належав до Світової чемпіонської серії Вірджинії Слімс 1984. Тривав з 1 жовтня до 7 жовтня 1984 року. Третя сіяна Іноуе Ецуко здобула титул в одиночному розряді.

## Фінальна частина

### Одиночний розряд
Іноуе Ецуко —  Бет Герр 6–0, 6–0
- Для Іноуе це був 1-й титул за рік і 2-й - за кар'єру.

### Парний розряд
Мерседес Пас /  Ронні Рейс —  Emilse Raponi-Longo /  Адріана Віллагран-Reami 6–4, 7–5
- Для Пас це був 1-й титул за кар'єру. Для Рейс це був 1-й титул за кар'єру.